# Rasbora trilineata
Cá lòng tong sọc (Danh pháp khoa học: Rasbora trilineata) là một loài cá thuộc chi Rasbora trong họ cá chép (Cyprinidae), chúng có nguồn gốc xuất xứ từng vùng Đông Nam Á. Đây là một loài cá ưa chuộng để nuôi làm cá cảnh vì ngoại hình và khá dễ nuôi.

## Đặc điểm
Cá có thân khá dài và dẹp bên, đầu cá nhỏ, mắt chúng to, nằm trên trục thân, và chúng không có râu, vẩy to phủ khắp thân, đường bên cong về phía bụng, khởi điểm vây lưng ở giữa viền trước của mắt và gốc vây đuôi, gần như đối xứng với khởi điểm vây bụng, vây ngực, vây bụng và vây hậu môn nhỏ, vây đuôi phân thùy sâu.
Thân trắng bạc, lưng xanh sáng, có một sọc đen hẹp chạy dọc thân từ sau nắp mang đến hết tia giữa của vây đuôi chính vì vậy chúng còn được gọi là cá lòng tong sọc, một vệt đen ngắn từ cuối vây hậu môn đến gốc vây đuôi, chóp hai thùy vây đuôi màu đen, các vây khác màu vàng nhạt hay trắng nhạt. Trong tự nhiên, cá là loài ăn tạp, chính vì vậy trong các bể thủy sinh, cá rất dễ nuôi.
Ở Việt Nam, cá lòng tong sọc phân bố chủ yếu ở miền Nam, sống phổ biến trong môi trường nước chảy chậm như ao hồ, đầm lầy và sông suối. Thức ăn ưa thích của chúng là côn trùng nhỏ, đặc biệt là ấu trùng muỗi (bọ gậy). Loài này cũng ăn các chất hữu cơ, giúp làm sạch nguồn rác hữu cơ từ nước thải sinh hoạt.